# Yishvi
Yishvi est un fils d'Aser fils de Jacob et de Zilpa. Ses descendants s'appellent les Yishvites.

## Yishvi et ses frères
Yishvi a pour frères Yimna, Yishva, Beria et a pour sœur Serah,.

## Yishvi en Égypte
Yishvi part avec son père Aser et son grand-père Jacob pour s'installer en Égypte au pays de Goshen dans le delta du Nil.
La famille des Yishvites dont l'ancêtre est Yishvi sort du pays d'Égypte avec Moïse,.